# Удовиченко, Надежда Яковлевна
Надежда Яковлевна Удовиченко (укр. Наді́я Я́ківна Удовиченко; род. 1921, село Благодатное, теперь поселок Волновахского района Донецкой области) — украинский советский инженер химик-технолог, научный сотрудник Макеевского научно-исследовательского института по безопасности работ в горной промышленности Сталинской области. Депутат Верховного Совета УССР 2-4-го созывов.

## Биография
Родилась в семье рабочего Красногоровского завода имени Ленина. В 1939 году окончила среднюю школу в городе Красногоровке Сталинской области и поступила в Московский химико-технологический институт имени Д. И. Менделеева, который окончила в 1945 году.
С 1945 года — младший научный сотрудник, научный сотрудник Макеевского научно-исследовательского института горной промышленности (по безопасности работ в горной промышленности). Разработала несколько образцов новых взрывчатых веществ повышенной мощности для ускорения подготовительных работ в шахтах.
Была активным комсомольским работником. В средней школе избиралась комсомольским организатором, в Московском химико-технологическом институте — членом комитета и секретарем факультетского бюро ВЛКСМ, в Макеевском научно-исследовательском институте — членом комитета институтской организации ЛКСМУ, членом бюро районного комитета и членом бюро Макеевского городского комитета ЛКСМУ.